# Ángeles caídos en vivo - Obras (1992)
Ángeles caídos en vivo en obras es un CD editado por la banda argentina de Punk rock, Attaque 77.

## Contenido
Se trata de un disco en vivo de la banda, registrado el 21 de agosto de 1992 en el Estadio Obras, Buenos Aires. Aunque el recital fue en 1992, la grabación en vivo salió en 2017, más precisamente el martes 15 de agosto de 2017 durante una presentación de los 30 años de Attaque 77 en Niceto. Es un CD inédito y limitado que se pudo conseguir en los recitales. 

## Lista de canciones
| #  | Canción                       | Intérprete original y/o compositores |
| -- | ----------------------------- | ------------------------------------ |
| 1  | Hay Una Bomba En El Colegio   | Pertusi                              |
| 2  | Más de Un Millón              | Pertusi                              |
| 3  | Un Momento de Meditación      | Pertusi, Adrian Vera                 |
| 4  | Dales Libertad                | Pertusi                              |
| 5  | Gil                           | Pertusi                              |
| 6  | Papá Llegó Borracho           | Pertusi                              |
| 7  | Muy Sucio Para Vos            | Pertusi                              |
| 8  | Combate                       | Pertusi                              |
| 9  | Armas Blancas                 | Pertusi                              |
| 10 | Ángeles Caídos                | Adrián Vera                          |
| 11 | Cuanta Cerveza                | Pertusi, Mariano Martínez.           |
| 12 | Justicia                      | Adrián Vera                          |
| 13 | Chicos y Perros               | Pertusi                              |
| 14 | El Cielo Puede Esperar        | Pertusi, Mariano Martínez.           |
| 15 | Lo Que Quieras                | Pertusi                              |
| 16 | Por Qué Te Vas                | José Luis Perales                    |
| 17 | Cuál Es El Precio             | Pertusi                              |
| 18 | Sola En La Cancha             | Pertusi                              |
| 19 | Soy de A77aque                |                                      |
| 20 | América                       | Pertusi                              |
| 21 | Como Billy The Kid            | Pertusi                              |
| 22 | No Te Quiero Mas              | Pertusi, Mariano Martínez.           |
| 23 | Donde Las Águilas Se Atreven. | Pertusi                              |

## Créditos
- Ciro Pertusi: Voz.
- Mariano Martínez: Guitarra y coros.
- Luciano Scaglione: Bajo y coros.
- Leo De Cecco: Batería.

- Datos: Q37045847